# 和田耕作 (思想史家)
和田 耕作（わだ こうさく、1951年 -　）は、日本の思想史家。
茨城県鹿島郡鉾田町（現鉾田市）の農家に生まれる。1975年東京理科大学卒。77年古在由重に師事。1987年『安藤昌益全集』の編纂で毎日出版文化賞特別賞受賞（団体）。『安藤昌益事典』の編纂は物集索引賞を受賞。日本ペンクラブ会員。

## 著書
- 『安藤昌益の思想』甲陽書房 1989
- 『安藤昌益と三浦梅園』甲陽書房 1992
- 『江渡狄嶺 <場>の思想家 1』甲陽書房 1994
- 『源義綱とその末裔たち』ナテック PHN叢書 2002
- 『石原純 科学と短歌の人生』ナテック PHN叢書 2003
- 『場論的世界の構造』エスコム出版 PHN叢書 2012

### 編纂
- 『石原純歌論集』編 ナテック PHN叢書 2004
- 『石原純全歌集』編 ナテック PHN叢書 2005
- 『石原純随筆集』編 エスコム出版 PHN叢書 2011